# فياسا
فياسا (بالإنجليزية: Vyasa)‏، (ديفاناغاري: व्यास)، هو شخصية محورية جديرة بالاحترام في معظم المعتقدات الهندوسية. ويُطلق عليه في بعض الأحيان فيدا فياسا، وهو الشخص الذي قسّم الفيدا إلى أربعة أجزاء، أو كارشنا دفايبيانا (إشارة إلى مظهره ومسقط رأسه). وهو مؤلف مهابهاراتا وأحد الشخصيات الموجودة بها ويُعد ناسخ الفيدا والنصوص التكميلية مثل نصوص البوراناس . كما يعتبره عدد من عباد الفيشنو على أنه تجسد للإله فيشنو.
وفي بعض الأحيان يخلط عباد الفيشنو بين فياسا وبادرایانه (Badarayana) مؤلف نصوص فيدانتا سوتراس (Vedanta Sutras). كما يُعد فياسا أحد السرمديين (Chiranjivins) (مُعمّر أو مُخلّد) السبعة، والذي لا يزال موجودًا وفقًا للعقيدة الهندوسية العامة. فضلاً عن أنه العضو الرابع لتابعي الريشي (Rishi Parampara) تابعي غورو أدفيتا (Advaita Guru Paramparā) الذي يعد إيدي تشانكارا (Adi Shankara) نصيرًا رئيسًا له.
ويعد احتفال غورو بورنيما (Guru Purnima) تقربًا له، كما يُطلق عليه أيضًا اسم فياسا بورنيما حيث إنه اليوم الذي يُعتقد أنه يوم ميلاده كما أنه اليوم الذي قسّم فيه الفيدا.

## وصلات خارجية
- فياسا على موقع IMDb (الإنجليزية)
- فياسا على موقع الموسوعة البريطانية (الإنجليزية)
- فياسا على موقع ميوزك برينز (الإنجليزية)
- فياسا على موقع ميوزك برينز (الإنجليزية)